# Arte feminista
Arte feminista é uma categoria de arte que define os encontros entre a produção de mulheres artistas com a influência e a profusão das ideias dos movimentos feministas. Mais comumente associada a produção artística feminista a partir do final dos anos 1960 e 1970; ela destaca as diferenças sociais e políticas que as mulheres experimentam em suas vidas. As artistas feministas usaram uma variedade de meios - incluindo pintura, arte de performance e artesanato historicamente considerado "trabalho de mulher" - para criar obras que visavam acabar com o sexismo e a opressão e expor a feminilidade que era esperada das mulheres para atender às expectativas da sociedade. Embora muitos dos debates inaugurados nessas décadas ainda estejam em andamento, uma geração mais jovem de artistas feministas adota uma abordagem que incorpora preocupações interseccionais sobre raça, classe, formas de privilégio e identidade e fluidez de gênero. O feminismo e a arte feminista continuam a evoluir.

## Contexto Histórico
Historicamente, as artistas mulheres quando existiram não foram perpetuadas nos manuais de história da arte como seus colegas homens, nem nas narrativas oficiais e nas coleções de museus.
 

A historiadora estadunidense Linda Nochlin dedicou-se a estudar as relações de gênero na história da arte e escreveu em 1971 um dos artigos mais conhecidos sobre o tema: Por que não houve grandes mulheres artistas?  Nele ela diz: 
"A culpa não está em nossas estrelas, nossos hormônios, nossos ciclos menstruais ou nossos espaços internos vazios, mas em nossas instituições e nossa educação". 
Devido ao papel historicamente atribuído às mulheres como trabalhadoras do lar, o trabalho artístico não era uma opção. Além disso, as mulheres raramente tinham permissão para entrar nas escolas de arte e quase nunca nas aulas de desenho ou estudos de anatomia com modelos nus vivos - o que era considerado impróprio.  Assim, as poucas mulheres que desempenhavam alguma atividade artística eram em grande parte mulheres de classes socias mais altas e com tempo de lazer ou eram treinadas por seus pais ou tios e produziram natureza-morta, paisagens ou trabalhos de retratos. Até ao século XX é dífil falar de um arte feminista inserida no contexto crítico e social do movimento, mas é possível remontar o trabalho das mulheres que atuaram nas artes em busca de uma genealogia feminista. Antes de 1900, em muitas regiões do mundo, a criação de tecidos era feita manualmente e considerada um trabalho de mulheres — da mesma forma que a pintura de belas artes era típica e idealmente feita por homens. Assim, os tecidos foram durante muito tempo excluídos das definições de arte, e as mulheres foram barradas do treinamento nas grandes escolas. Apesar disso, algumas artistas tiveram carreiras de grande sucesso, como as tecelãs da América pré-colombiana, que desfrutaram de uma posição de prestígio nas sociedades andinas. Foi o caso de Sofonisba Anguissola, que trabalhou para a corte espanhola no século XVI, e de Mary Beale, cujo marido foi seu assistente de ateliê, no século XVII, de Elisabeth Louise Vigée Le Brun que ocupou o cargo de “primeira pintora” da rainha da França, no século XVIII, e de Abigail de Andrade, que ganhou uma medalha de ouro no Salão de 1884, no Brasil imperial.

## História da Arte Feminista

### Década de 1960
Antes da década de 1960, a maioria das obras de arte feitas por mulheres não retratava conteúdo feminista, no sentido de que não abordava nem criticava as condições que as mulheres historicamente enfrentaram. Até então, para conseguirem obter algum reconhecimento, muitas artistas mulheres lutaram para "eliminar o gênero" de seu trabalho, a fim de competir em um mundo da arte predominantemente masculino. Se uma obra não "parecesse" ter sido feita por uma mulher, ela tinha mais chance de se destacar sem ser estigmatizada como algo inferior. 
Em 1963, a artista japonesa Yayoi Kusama criou um dos primeiros exemplos de uma artista mulher encontrando maneiras de romper com o papel de gênero nas artes: sua obra Oven-Pan - parte de uma coleção maior de obras que ela chamou de esculturas de agregação . Em Oven-Pan, Yayoi pega um objeto associado ao trabalho feminino - no caso, uma panela de metal - e o cobre completamente com pedaços bulbosos do mesmo material. O facto de os caroços serem da mesma cor e material da frigideira de metal retira completamente a funcionalidade da frigideira e - num sentido metafórico - a sua associação com as mulheres.  As saliências removem o gênero do item, não apenas removendo sua função de ser uma panela de metal que as mulheres usariam na cozinha, mas também tornando-o feio. Até então, o trabalho feminino comum consistia em coisas bonitas e decorativas, como paisagens e colchas. 
No final da década, começaram a aparecer ideias progressistas de crítica aos valores sociais, nas quais a ideologia dominante que vinha a ser aceita foi denunciada como não sendo neutra. Também foi sugerido que o mundo da arte como um todo conseguiu institucionalizar dentro de si a noção de sexismo.  Durante esse tempo, houve um renascimento de várias mídias que haviam sido colocadas na parte inferior da hierarquia estética pela história da arte, como a colcha .  Para simplificar, essa rebelião contra a ideologia socialmente construída do papel da mulher na arte deu início ao nascimento de um novo padrão do sujeito feminino. Onde antes o corpo feminino era visto como um objeto para o olhar masculino, ele passou a ser visto como uma arma contra as ideologias de gênero socialmente construídas.
Com o trabalho de Yoko Ono em 1964, Cut Piece, a arte performática começou a ganhar popularidade na arte feminista como uma forma de análise crítica dos valores sociais de gênero. Neste trabalho, Yoko Ono é vista ajoelhada no chão com uma tesoura à sua frente. Um por um, ela convidou o público a cortar um pedaço de sua roupa até que ela finalmente ficou ajoelhada sobre os restos esfarrapados de suas roupas e roupas íntimas. Essa relação íntima criada entre o sujeito (Ono) e o público abordou a noção de gênero no sentido de que Ono se tornou o objeto sexual. Ao permanecer imóvel enquanto mais e mais peças de sua roupa são cortadas, ela revela a posição social de uma mulher, onde ela é vista como um objeto enquanto a audiência aumenta até o ponto em que seu sutiã está sendo cortado.

### Década de 1970

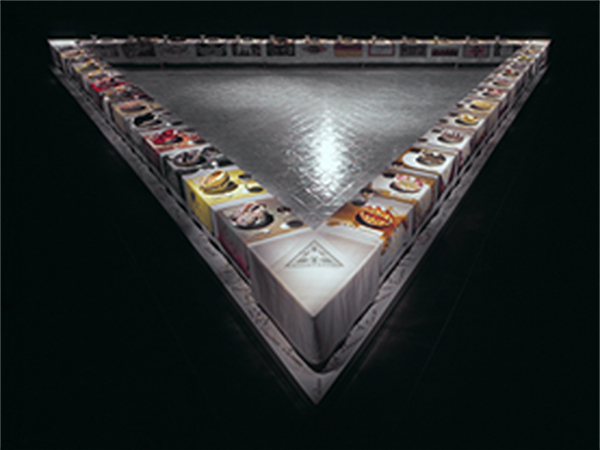
Obra de Judy Chicago, The Dinner Party

Durante a década de 1970, a arte feminista continuou a fornecer um meio de desafiar a posição das mulheres na hierarquia social. O objetivo era que as mulheres alcançassem um estado de equilíbrio com os homens. O trabalho de Judy Chicago, The Dinner Party (1979), amplamente considerado como a primeira obra de arte feminista épica, enfatiza essa ideia de empoderamento feminino recém-descoberto por meio do uso de transformar uma mesa de jantar - uma associação ao papel feminino tradicional - em um triângulo equilátero . Cada lado tem um número igual de configurações de placa dedicadas a uma mulher específica na história. Cada prato contém um prato. Isso serviu como uma forma de quebrar a ideia de as mulheres serem subjugadas pela sociedade. Olhando para o contexto histórico, as décadas de 1960 e 1970 serviram como uma época proeminente em que as mulheres começaram a celebrar novas formas de liberdade. Mais mulheres ingressando na força de trabalho, legalização do controle de natalidade, luta por salários iguais, direitos civis e o Roe v. A decisão de Wade (1973) de legalizar o aborto, refletiu-se na obra de arte. Essas liberdades, no entanto, não se limitavam à política. 
Tradicionalmente, ser capaz de capturar habilmente o nu na tela ou em uma escultura refletia um alto nível de realização nas artes. Para chegar a esse nível, era necessário ter acesso a modelos nus. Embora os artistas homens tivessem esse privilégio, era considerado impróprio para uma mulher ver um corpo nu. Como resultado, as mulheres foram forçadas a concentrar sua atenção na arte "decorativa" menos aclamada profissionalmente. Com a década de 1970, porém, a luta pela igualdade estendeu-se às artes. Eventualmente, mais e mais mulheres começaram a se matricular em academias de arte. Para a maioria desses artistas, o objetivo não era pintar como os mestres tradicionais do sexo masculino, mas, em vez disso, aprender suas técnicas e manipulá-las de uma forma que desafiasse as visões tradicionais das mulheres. 
O livro de Mary Beth Edelson, Some Living American Women Artists / Last Supper (1972), apropriou-se de A Última Ceia de Leonardo da Vinci, com as cabeças de mulheres artistas notáveis coladas sobre as cabeças de Cristo e seus apóstolos. Esta imagem, abordando o papel da iconografia religiosa e histórica da arte na subordinação das mulheres, tornou-se "uma das imagens mais icônicas do movimento artístico feminista ".  
A fotografia se tornou um meio comum usado por artistas feministas. Foi usado, de muitas maneiras, para mostrar a mulher "real". Por exemplo, em 1979, Judith Black tirou um autorretrato mostrando seu corpo sob essa luz. Ele mostrou o corpo envelhecido da artista e todas as suas falhas na tentativa de se retratar como um ser humano ao invés de um símbolo sexual idealizado. Hannah Wilke também usou a fotografia como sua forma de expressar uma representação não tradicional do corpo feminino. Em sua coleção de 1974 chamada SOS - Stratification Object Series, Wilke usou a si mesma como sujeito. Ela se retratou em topless com vários pedaços de chiclete em forma de vulvas dispostos por todo o corpo, demonstrando metaforicamente como as mulheres na sociedade são mastigadas e depois cuspidas. Em 1975, em Budapeste Orshi Drozdik sob seu nome de nascimento Drozdik Orsolya como estudante na Academia Húngara de Belas Artes, estava examinando as históricas fotos de documentos acadêmicos do século XIX e início do século XX de modelos nus na biblioteca da academia. Ela as refotografou e exibiu as fotos como seu próprio trabalho. Mais tarde naquele ano, ela projetou as imagens de cenários de modelos nus em seu próprio corpo nu, fotografou-os e fez performances intituladas NudeModel nas quais se exibiu como uma artista feminina desenhando uma modelo nua feminina.
Nessa época, havia um grande foco na rebelião contra a "mulher tradicional". Com isso, veio a reação de homens e mulheres que sentiram que sua tradição estava sendo ameaçada. Passar de mostrar as mulheres como ícones glamorosos para mostrar as silhuetas perturbadoras de mulheres (uma demonstração artística da 'marca' deixada pelas vítimas de estupro) no caso de Ana Mendieta, ressaltou certas formas de degradação que a cultura popular não conseguiu plenamente. reconhecer. Enquanto o trabalho da cubana Ana Mendieta se concentrava em uma questão séria, outros artistas, como Lynda Benglis, assumiram uma postura mais satírica na luta pela igualdade. Em uma de suas fotos publicadas na Artforum, ela é retratada nua com um corte de cabelo curto, óculos escuros e um vibrador posicionado em sua região púbica. Alguns viram essa foto radical como "vulgar" e "perturbadora". Outros, no entanto, viram uma expressão do equilíbrio desigual entre os gêneros no sentido de que sua foto foi criticada mais duramente do que uma contraparte masculina, Robert Morris, que posou sem camisa com correntes em volta do pescoço como um sinal de submissão. Nessa época, a representação de uma mulher dominante era altamente criticada e, em alguns casos, qualquer arte feminina que representasse a sexualidade era considerada pornográfica. 
Ao contrário da representação de dominação de Benglis para expor a desigualdade de gênero, Marina Abramović usou a subjugação como uma forma de expor a posição das mulheres em uma sociedade que horrorizou ao invés de perturbar o público. Em sua obra performática Rhythm 0 (1974), Abramovic ultrapassa não apenas seus limites, mas também os limites de seu público, ao apresentar ao público 72 objetos diferentes que vão de penas e perfume a um rifle e uma bala. Suas instruções são simples; Ela é o objeto e o público pode fazer o que quiser com seu corpo nas próximas seis horas. Seu público tem controle total enquanto ela fica imóvel. Eventualmente, eles se tornam mais selvagens e começam a violar seu corpo - em um ponto um homem a ameaça com um rifle - mas quando a peça termina, o público entra em frenesi e foge de medo, como se não pudessem aceitar o que acabou de acontecer. Nesta performance emocional, Abramovic retrata a mensagem poderosa da objetificação do corpo feminino, ao mesmo tempo que desvenda a complexidade da natureza humana. 
Em 1975, Barbara Deming fundou o The Money for Women Fund para apoiar o trabalho de artistas feministas. Deming ajudou a administrar o Fundo, com o apoio da artista Mary Meigs . Após a morte de Deming em 1984, a organização foi renomeada como The Barbara Deming Memorial Fund.  Hoje, a fundação é a agência de financiamento feminista mais antiga em andamento, que incentiva e concede bolsas a feministas individuais nas artes (escritoras e artistas visuais).  

### Década de 1980
Embora a arte feminista seja fundamentalmente qualquer campo que busca a igualdade entre os gêneros, ela não é estática. É um projeto em constante mudança que é ele próprio constantemente moldado e remodelado em relação aos processos de vivência das lutas das mulheres. Não é uma plataforma, mas sim uma resposta dinâmica e autocrítica.  A centelha feminista das décadas de 1960 e 1970 ajudou a abrir um caminho para a arte ativista e de identidade dos anos 1980. Na verdade, o significado da arte feminista evoluiu tão rapidamente que em 1980 Lucy Lippard fez a curadoria de uma mostra onde "todos os participantes exibiram trabalhos que pertenciam a 'o panorama completo da arte de mudança social', embora em uma variedade de maneiras que minam qualquer sentido que "feminismo" significava uma única mensagem política ou um único tipo de obra de arte. Esta abertura foi um elemento chave para o futuro desenvolvimento social criativo do feminismo como uma intervenção política e cultural.  

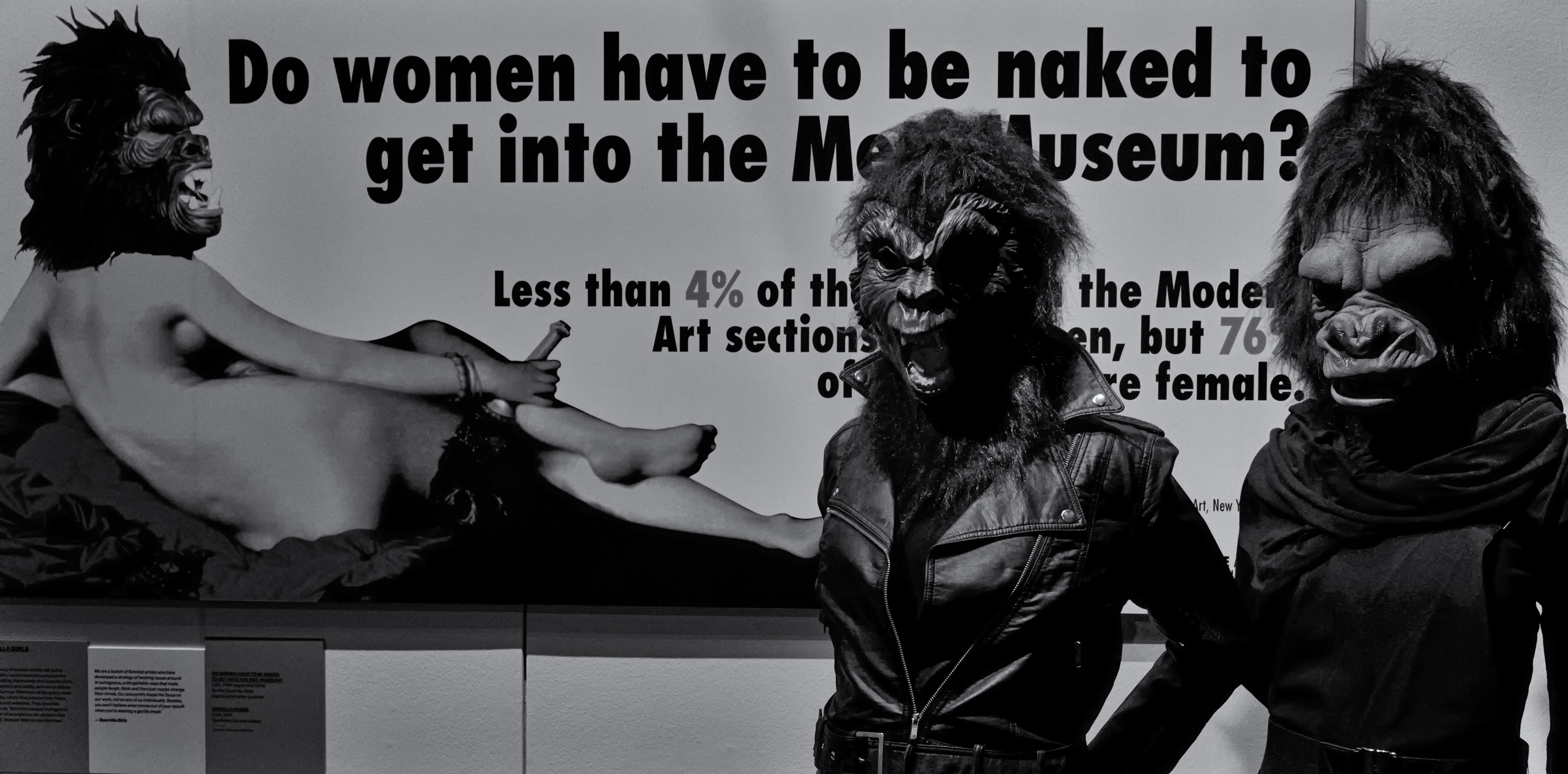
Guerrilla Girls, Do woman have to be naked to get into the Met Museum? (As mulheres precisam estar nuas para entrarem no Met Museu)

Em 1985, o Museu de Arte Moderna de Nova York inaugurou uma galeria que afirmava exibir as mais renomadas obras de arte contemporânea da época. Dos 169 artistas escolhidos, apenas 13 eram mulheres. Como resultado disso, um grupo anônimo de mulheres investigou os museus de arte mais influentes apenas para descobrir que eles quase não exibiam arte feminina. Com isso, nasceram as Guerrilla Girls que se dedicaram a combater o sexismo e o racismo no mundo da arte por meio de protestos, pôsteres, obras de arte e palestras em público. Ao contrário da arte feminista anterior à década de 1980, as Guerrilla Girls introduziram uma identidade mais ousada, mais direta, e tanto chamaram a atenção quanto expuseram o sexismo. Seus cartazes visam eliminar o papel que as mulheres desempenhavam no mundo da arte antes do movimento feminista. Em um caso, a pintura La Grande Odalisque, de Jean-Auguste-Dominique Ingres, foi usada em um de seus pôsteres onde o nu feminino retratado recebia uma máscara de gorila. Ao lado estava escrito "As mulheres precisam estar nuas para entrar no Met. Museu? Menos de 5% dos artistas das Seções de Arte Moderna são mulheres, mas 85% dos nus são mulheres ”. Ao pegar uma obra famosa e remodelá-la para remover seu propósito pretendido para o olhar masculino, o nu feminino é visto como algo mais do que um objeto desejável.  
A crítica ao olhar masculino e a objetificação das mulheres também podem ser vistas em Seu olhar atinge o lado do meu rosto, de Barbara Kruger . Nesta obra, vemos o busto de mármore de uma mulher virado de lado. A iluminação é forte, criando contornos nítidos e sombras para enfatizar as palavras "seu olhar atinge o lado do meu rosto" escritas em letras negras de vermelho preto e branco no lado esquerdo da obra. Nessa frase, Kruger é capaz de comunicar seu protesto sobre gênero, sociedade e cultura por meio de uma linguagem concebida de uma forma que pode ser associada a uma revista contemporânea, capturando assim a atenção do espectador. 

### Década de 1990
Com base em exemplos anteriores de arte feminista que incorporaram tecnologias como vídeo e fotografia digital, as artistas feministas da década de 1990 fizeram experiências com mídia digital, como a World Wide Web, hipertexto e codificação, arte interativa e mídia streaming. A artista e teórica feminista Bracha L. Ettinger desenvolveu a ideia do Olhar Matrixial .   Alguns trabalhos, como My Boyfriend Came Back From The War (1996), de Olia Lialina, utilizaram hipertexto e imagens digitais para criar uma experiência narrativa não linear sobre gênero, guerra e trauma.  Outros trabalhos, como Prema Murthy 's Bindigirl (1999), combinaram a arte performática com streaming de vídeo, chat ao vivo e um site para interrogar gênero, colonialismo e consumismo online.  Trabalhos como Victoria Vesna 's Bodies © INCorporated (1997) usaram mídias de realidade virtual como modelagem 3D e VRML para satirizar a mercantilização do corpo na cultura digital. 